# Hybanthus strigoides
Hybanthus strigoides là một loài thực vật có hoa trong họ Hoa tím. Loài này được Taub. mô tả khoa học đầu tiên năm 1896.